# Labutice

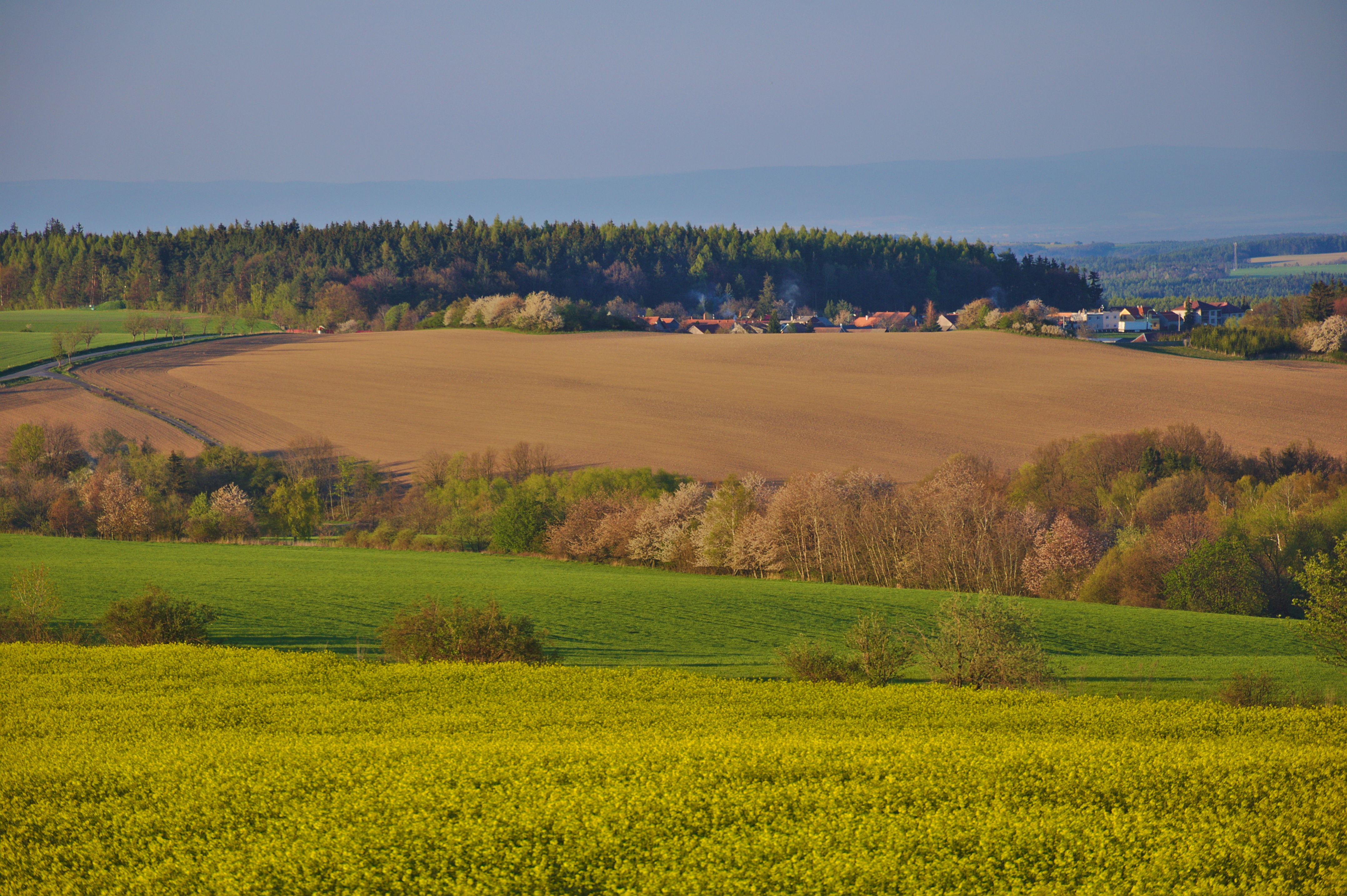
Blick vom Vrabčák auf Labutice

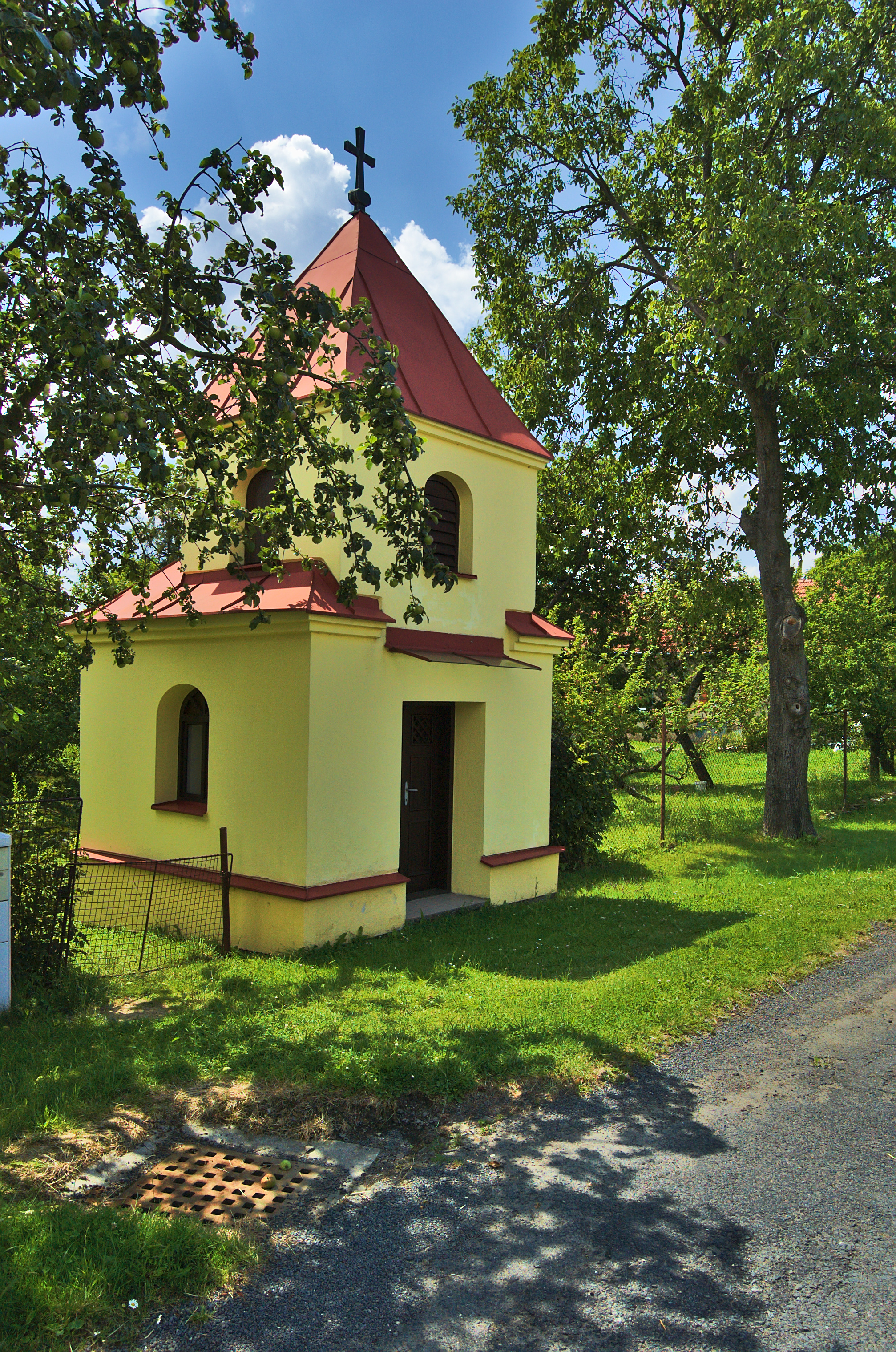
Kapelle des hl. Stephan

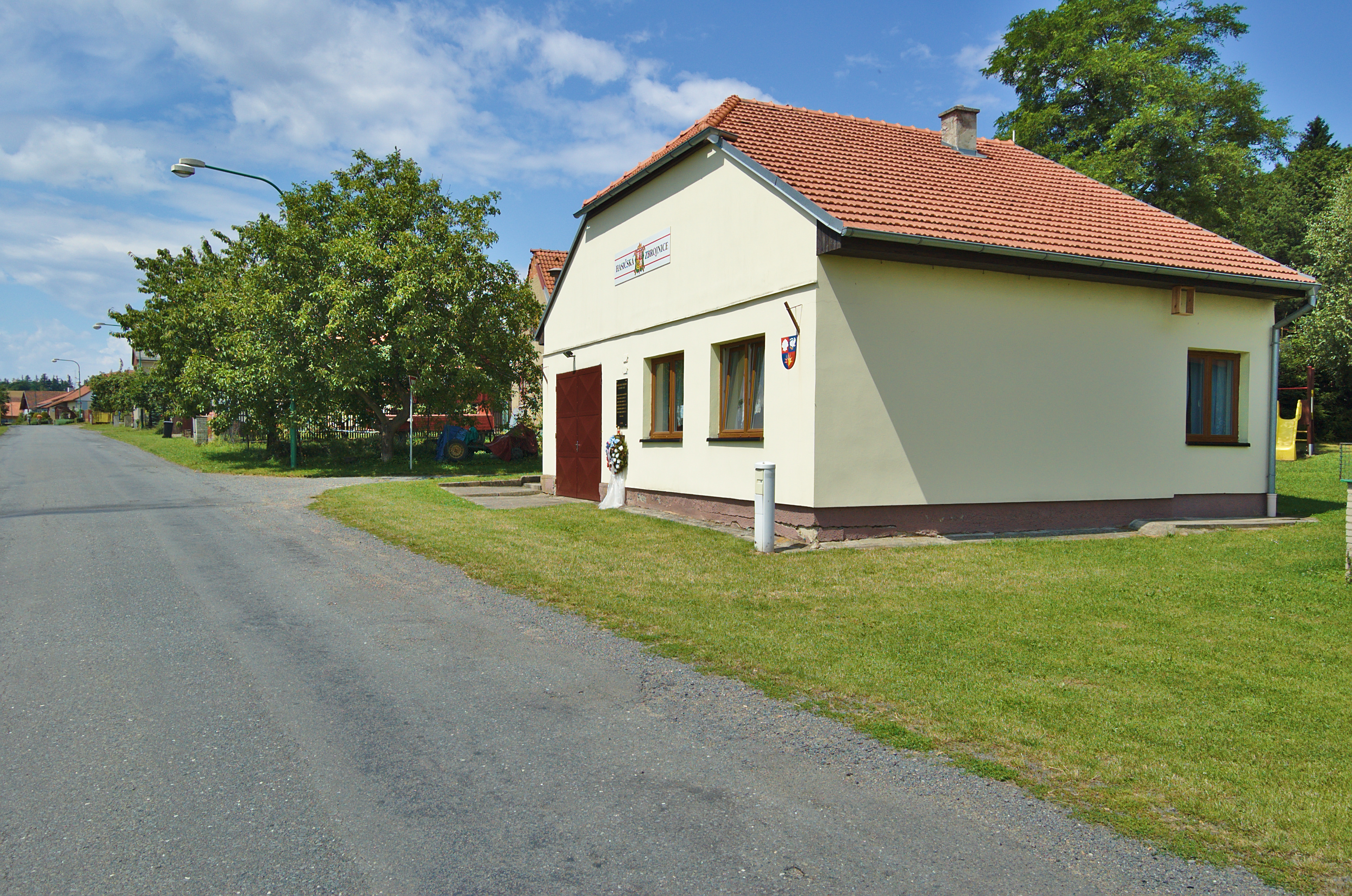
Spritzenhaus

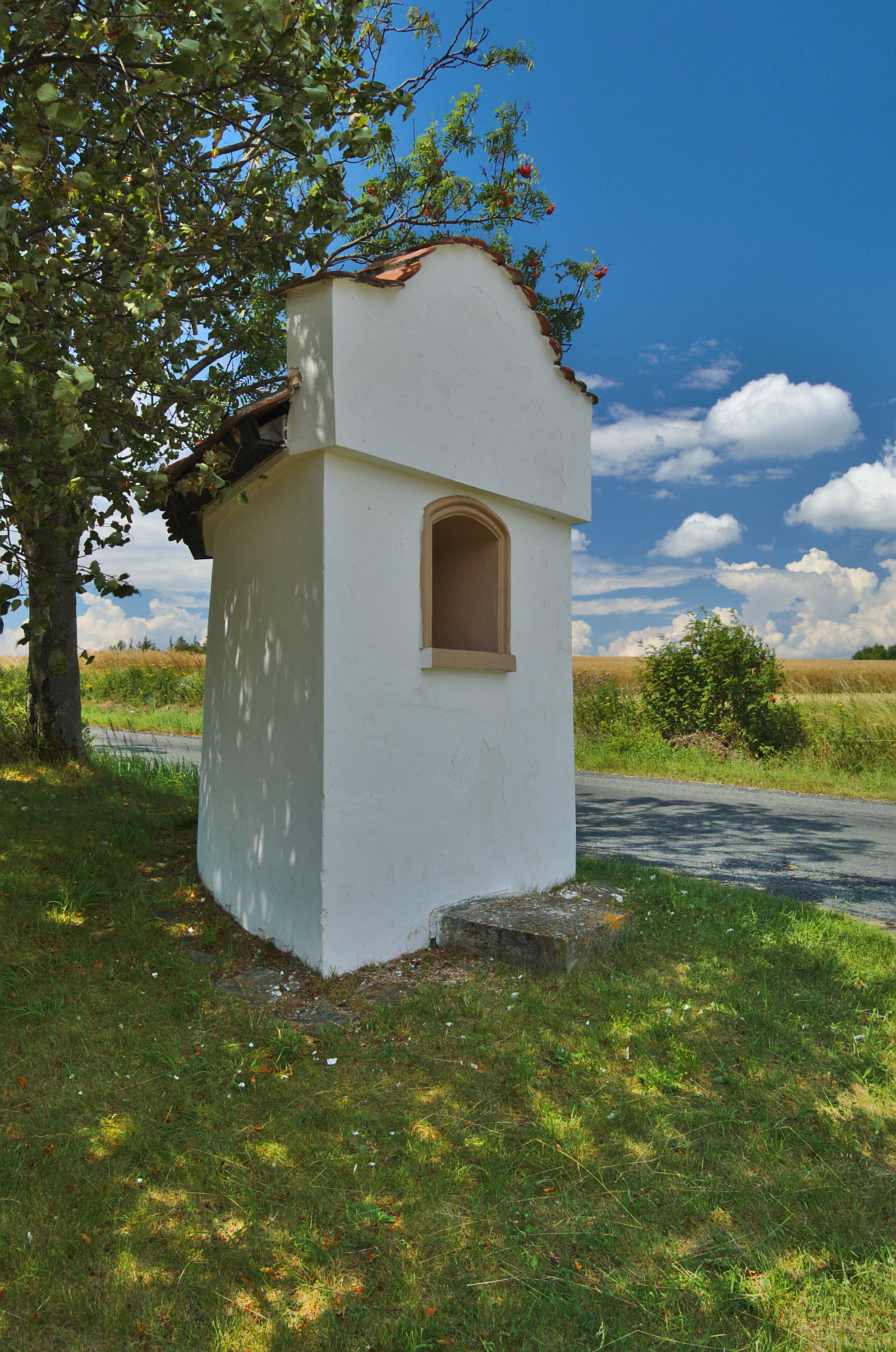
Breitpfeiler an der Straße nach Dešná

Labutice (deutsch Schwanenberg) ist ein Ortsteil der Gemeinde Suchdol in Tschechien. Er liegt fünf Kilometer südlich von Konice und gehört zum Okres Prostějov.

## Geographie
Das Straßendorf Labutice befindet sich linksseitig über dem Tal des Baches Brodecký potok auf einer Hochfläche im Drahaner Bergland. Nördlich erheben sich die Skalka (595 m. n.m.) und die Hrubá skála (603 m. n.m.), im Südosten der Čeharlí (603 m. n.m.), südwestlich der Vrabčák (Lindnersberg, 638 m. n.m.) und im Westen der Babylon (Pittnersberg, 672 m. n.m.).
Nachbarorte sind Lhota u Konice und Runářov im Norden, Veselá, Křemenec und Čunín im Nordosten, Pořadí und Jednov im Osten, Žleb im Südosten, Hrochov und Lipová im Süden, Buková, Pavlov und Benešov im Südwesten, Dešná im Westen sowie Skřípov im Nordwesten.

## Geschichte
Nach der Aufhebung des Olmützer Klarissenstiftes St. Klara im Jahre 1782 fiel das Gut Ptin mit Sugdol dem Religionsfonds zu. 1786 wurde der Sugdoler Neuhof aufgelöst und im Zuge der Raabisation auf dessen parzellierten Fluren eine Kolonie angelegt, die nach dem Gubernialrat Freiherr von Schwannenberg mit Schwannenberg benannt wurde. Die neuen Siedler waren Deutschmährer aus der Deutsch Brodek-Wachtler Sprachinsel. Der Ortsname wandelte sich bald in Schwanenberg und wurde als Labudice ins Tschechische übertragen. Die k.k. Staatsgüterveräußerungskommission verkaufte das Gut Ptin am 1. August 1825 meistbietend an Philipp Ludwig Graf Saint-Genois d’Aneaucourt (1790–1857). Zu Beginn der 1830er Jahre wurde beim Graben eines Brunnens in Schwanenberg ein blei- und silberhaltiges Schwefelkieslager entdeckt, das jedoch wegen seiner geringen Mächtigkeit nicht abbauwürdig war.
Im Jahre 1835 bestand das im Olmützer Kreis gelegene Dorf Schwanenberg bzw. Šwanenberk, auch Labudice genannt, aus 28 Häusern mit 197 deutschsprachigen Einwohnern. Erwerbsquellen bildeten die Landwirtschaft und die Leinweberei. Pfarr- und Schulort war Ainsersdorf, der Amtsort Alt Ptin. Bis zur Mitte des 19. Jahrhunderts blieb Schwanenberg der Allodialherrschaft Ptin untertänig.
Nach der Aufhebung der Patrimonialherrschaften bildete Schwanenberg / Labutice ab 1850 eine Gemeinde im Gerichtsbezirk Konitz. Ab 1869 gehörte Schwanenberg zum Bezirk Littau; zu dieser Zeit hatte die Gemeinde 220 Einwohner und bestand aus 31 Häusern. Moritz Graf Saint-Genois d’Aneaucourt, der die Grundherrschaft Ptin 1857 von seinem Vater geerbt hatte, verkaufte sie 1878 an Fürst Johann II. von Liechtenstein. Als tschechischer Ortsname wurde zum Ende des 19. Jahrhunderts Labudice verwendet. Die Dorfschule wurde 1900 eingeweiht, der Unterricht erfolgte in deutscher Sprache. Im Jahre 1900 hatte Schwanenberg 208 Einwohner, 1910 waren es 217. Nach dem Ersten Weltkrieg zerfiel der Vielvölkerstaat Österreich-Ungarn, das Dorf wurde 1918 Teil der neu gebildeten Tschechoslowakischen Republik. Ab 1919 erfolgte der Schulunterricht in tschechischer Sprache. Beim Zensus von 1921 lebten in den 33 Häusern von Labutice 199 Personen, davon 162 Tschechen und 37 Deutsche. 1930 bestand Labutice aus 35 Häusern und hatte 178 Einwohner. Nach dem Münchner Abkommen wurde die Gemeinde 1938 dem Deutschen Reich zugeschlagen; die neue Staatsgrenze verlief östlich und südlich des Dorfes. Bis 1945 gehörte Schwanenberg zum Landkreis Mährisch Trübau. Im Jahre 1939 hatte die Gemeinde 153 Einwohner 1943 wurde Schwanenberg nach Deutsch Brodek eingemeindet. Nach dem Ende des Zweiten Weltkrieges kam Labutice zur Tschechoslowakei zurück; die Eingemeindung wurde rückgängig gemacht. Die meisten der deutschen Bewohner wurden vertrieben. 1950 lebten 125 Menschen in Labutice. Im Zuge der Gebietsreform von 1960 wurde der Okres Litovel aufgehoben und Labutice dem Okres Prostějov zugeordnet. Labutice wurde 1961 nach Suchdol eingemeindet. Beim Zensus von 2001 lebten in den 37 Häusern von Labutice 71 Personen.

## Ortsgliederung
Der Ortsteil Labutice bildet einen Katastralbezirk.

## Sehenswürdigkeiten
- Kapelle des hl. Stephan, auf dem Dorfanger
- Steinernes Kreuz, auf dem Dorfanger
- Breitpfeiler an der Straße nach Dešná
- Mehrere gusseiserne Flurkreuze
- Künstliche Burgruine Špacírštejn, südwestlich von Labutice über dem Tal der Okluka, sie wurde in den Jahren 2006–2010 errichtet